# El Caracazo (película)
El Caracazo es una película histórica venezolana dirigida por Román Chalbaud. Muestra los acontecimientos conocidos como Caracazo que sacudieron a la ciudad de Caracas el 27 de febrero de 1989. La película cuenta con la actuación especial de Beba Rojas y Fernando Carrillo, entre otros actores.

## Argumento
La película comienza en la ciudad de Guarenas un lunes por la mañana cuando unos manifestantes muestran su desacuerdo con la subida de los precios de la gasolina, líneas de autobuses y más tarde comienzan los disturbios, que poco a poco se extienden a varios estados de Venezuela: Caracas, Miranda, Valencia, Mérida, Bolívar, Vargas y otros estados más. Sin embargo, los saqueos, los muertos y la violencia fueron más graves en Caracas (de ahí el nombre del Caracazo).
Los disturbios se hicieron sentir en las partes pobres de Caracas, Catia, Casalta, y barrios cercanos a la ciudad: destrucción y quema de camionetas, saqueos en todo Caracas, y disturbios en los que murieron civiles.
Se suspendieron las garantías y era necesario tener un salvoconducto a partir de cierta hora, con peligro de muerte si no se tenía. El toque de queda comenzaba a las 6 de la tarde, a esa hora comenzaba el tiroteo de perdigones y armas de fuego y los gritos de las personas se oían en todas partes. Después de 6 días de matanza se decidió retirar a los militares, a la Policía Metropolitana (PM) y a la Guardia Nacional (GN) y se decretó levantar el toque de queda. A la semana siguiente (el lunes después de una semana de catástrofe) seguían las garantías suspendidas, pero se derogó el toque de queda, así que se recuperó la normalidad laboral. La película termina cuando unos militares se hacen responsables de las violaciones a los derechos humanos el 27 de febrero de 1989.